# Élections législatives de 2017 dans les Landes
Les élections législatives françaises de 2017 se sont déroulées les 11 et 18 juin 2017. Dans le département des Landes, trois députés sont à élire dans le cadre de trois circonscriptions.

## Élus
| Circonscription                                 | Député sortant                                  | Parti  | Parti  | Député élu ou réélu    | Parti | Parti |
| ----------------------------------------------- | ----------------------------------------------- | ------ | ------ | ---------------------- | ----- | ----- |
| 1re                                             | Florence Delaunay* suppléante d'Alain Vidalies* |        | PS     | Geneviève Darrieussecq |       | MoDem |
| 2e                                              | Jean-Pierre Dufau*                              |        | PS     | Lionel Causse          |       | LREM  |
| 3e                                              | vacant                                          | vacant | vacant | Boris Vallaud          |       | PS    |
| * député sortant ne se représentant pas en 2017 |                                                 |        |        |                        |       |       |

## Rappel des résultats départementaux des élections de 2012
| Parti          | Parti                              | Premier tour | Premier tour | Second tour | Second tour | Sièges |  |
| Parti          | Parti                              | Voix         | %            | Voix        | %           | Sièges |  |
| -------------- | ---------------------------------- | ------------ | ------------ | ----------- | ----------- | ------ |  |
|                | Parti socialiste                   | 87 538       | 48,65        | 66 679      | 59,85       | 3      |  |
|                | Europe Écologie Les Verts          | 4 580        | 2,55         |             |             | 0      |  |
|                | Majorité présidentielle            | 92 118       | 51,20        | 66 679      | 59,85       | 3      |  |
|                |                                    |              |              |             |             |        |  |
|                | Union pour un mouvement populaire  | 44 854       | 24,93        | 44 528      | 40,15       | 0      |  |
|                | Divers droite dont DLR et PCD      | 1 355        | 0,75         |             |             | 0      |  |
|                | Parti radical                      | 221          | 0,12         | 0           |             |        |  |
|                | Droite parlementaire               | 46 430       | 25,80        | 44 528      | 40,15       | 0      |  |
|                |                                    |              |              |             |             |        |  |
|                | Front national                     | 17 641       | 9,80         |             |             | 0      |  |
|                | Front de gauche                    | 14 057       | 7,81         | 0           |             |        |  |
|                | Mouvement démocrate                | 6 757        | 3,76         | 0           |             |        |  |
|                | Extrême gauche dont LO, NPA et POI | 1 311        | 0,73         | 0           |             |        |  |
|                | Divers écologiste dont AÉI         | 1 617        | 0,90         | 0           |             |        |  |
|                |                                    |              |              |             |             |        |  |
| Inscrits       | Inscrits                           | 297 071      | 100,00       | 202 461     | 100,00      | 3      |  |
| Abstentions    | Abstentions                        | 113 441      | 38,19        | 86 887      | 42,92       |        |  |
| Votants        | Votants                            | 183 630      | 61,81        | 115 574     | 57,08       |        |  |
| Blancs et nuls | Blancs et nuls                     | 3 699        | 2,01         | 4 367       | 3,78        |        |  |
| Exprimés       | Exprimés                           | 179 931      | 97,99        | 111 207     | 96,22       |        |  |

## Résultats

### Résultats à l'échelle du département
|                                            |                                      |                           |                           |                          |                          |
|                                            |                                      | Premier tour 11 juin 2017 | Premier tour 11 juin 2017 | Second tour 18 juin 2017 | Second tour 18 juin 2017 |
|                                            |                                      |                           |                           |                          |                          |
|                                            |                                      | Nombre                    | % des inscrits            | Nombre                   | % des inscrits           |
| Inscrits                                   | Inscrits                             | 310 207                   | 100,00                    | 310 162                  | 100,00                   |
| Abstentions                                | Abstentions                          | 138 746                   | 44,73                     | 159 580                  | 51,45                    |
| Votants                                    | Votants                              | 171 461                   | 55,27                     | 150 582                  | 48,55                    |
|                                            |                                      |                           | % des votants             |                          | % des votants            |
| Bulletins blancs                           | Bulletins blancs                     | 3 460                     | 2,02                      | 10 747                   | 7,17                     |
| Bulletins nuls                             | Bulletins nuls                       | 1 463                     | 0,85                      | 5 300                    | 3,52                     |
| Suffrages exprimés                         | Suffrages exprimés                   | 166 538                   | 97,13                     | 134 535                  | 89,34                    |
|                                            |                                      |                           |                           |                          |                          |
| Étiquette politique                        | Étiquette politique                  | Voix                      | % des exprimés            | Voix                     | % des exprimés           |
|                                            |                                      |                           |                           |                          |                          |
|                                            | La République en marche              | 43 797                    | 26,30                     | 52 451                   | 38,99                    |
|                                            | Parti socialiste                     | 27 007                    | 16,22                     | 38 421                   | 28,56                    |
|                                            | Mouvement démocrate                  | 23 213                    | 13,94                     | 26 192                   | 19,47                    |
|                                            | La France insoumise                  | 19 633                    | 11,79                     | 17 471                   | 12,99                    |
|                                            | Front national                       | 17 410                    | 10,45                     |                          |                          |
|                                            | Les Républicains                     | 12 647                    | 7,59                      |                          |                          |
|                                            | Parti communiste français            | 6 552                     | 3,93                      |                          |                          |
|                                            | Écologiste                           | 5 092                     | 3,06                      |                          |                          |
|                                            | Union des démocrates et indépendants | 3 662                     | 2,20                      |                          |                          |
|                                            | Debout la France                     | 2 947                     | 1,77                      |                          |                          |
|                                            | Divers droite                        | 1 538                     | 0,92                      |                          |                          |
|                                            | Divers                               | 1 330                     | 0,80                      |                          |                          |
|                                            | Extrême gauche                       | 1 196                     | 0,72                      |                          |                          |
|                                            | Divers gauche                        | 514                       | 0,31                      |                          |                          |
| Source : Ministère de l'Intérieur - Landes |                                      |                           |                           |                          |                          |

### Résultats par circonscription

#### Première circonscription
Député sortant : Florence Delaunay (Parti socialiste).
|                                                                         |                                                                               |                           |                           |                          |                          |
|                                                                         |                                                                               | Premier tour 11 juin 2017 | Premier tour 11 juin 2017 | Second tour 18 juin 2017 | Second tour 18 juin 2017 |
|                                                                         |                                                                               |                           |                           |                          |                          |
|                                                                         |                                                                               | Nombre                    | % des inscrits            | Nombre                   | % des inscrits           |
| Inscrits                                                                | Inscrits                                                                      | 101 404                   | 100,00                    | 101 388                  | 100,00                   |
| Abstentions                                                             | Abstentions                                                                   | 46 364                    | 45,72                     | 54 469                   | 53,72                    |
| Votants                                                                 | Votants                                                                       | 55 040                    | 54,28                     | 46 919                   | 46,28                    |
|                                                                         |                                                                               |                           | % des votants             |                          | % des votants            |
| Bulletins blancs                                                        | Bulletins blancs                                                              | 1 080                     | 1,96                      | 4 010                    | 8,55                     |
| Bulletins nuls                                                          | Bulletins nuls                                                                | 405                       | 0,74                      | 1 756                    | 3,74                     |
| Suffrages exprimés                                                      | Suffrages exprimés                                                            | 53 555                    | 97,30                     | 41 153                   | 87,71                    |
|                                                                         |                                                                               |                           |                           |                          |                          |
| Candidat Étiquette politique (partis et alliances)                      | Candidat Étiquette politique (partis et alliances)                            | Voix                      | % des exprimés            | Voix                     | % des exprimés           |
|                                                                         |                                                                               |                           |                           |                          |                          |
|                                                                         | Geneviève Darrieussecq Mouvement démocrate (La République en marche)          | 23 213                    | 43,34                     | 26 192                   | 63,65                    |
|                                                                         | Renaud Lagrave Parti socialiste                                               | 7 208                     | 13,46                     | 14 961                   | 36,35                    |
|                                                                         | Céline Piot La France insoumise                                               | 6 448                     | 12,04                     |                          |                          |
|                                                                         | Marie-Françoise Nadau Les Républicains (Union des démocrates et indépendants) | 6 214                     | 11,60                     |                          |                          |
|                                                                         | Christophe Bardin Front national                                              | 6 150                     | 11,48                     |                          |                          |
|                                                                         | Fanette Billard Europe Écologie Les Verts                                     | 1 517                     | 2,83                      |                          |                          |
|                                                                         | Thierry Le Bris Parti communiste français                                     | 953                       | 1,78                      |                          |                          |
|                                                                         | Claude Molle Debout la France                                                 | 873                       | 1,63                      |                          |                          |
|                                                                         | Antoine Da Costa Divers (Union populaire républicaine)                        | 281                       | 0,52                      |                          |                          |
|                                                                         | Danièle Hubert Lutte ouvrière                                                 | 274                       | 0,51                      |                          |                          |
|                                                                         | Christian Sourbès Extrême gauche (Parti ouvrier indépendant démocratique)     | 232                       | 0,43                      |                          |                          |
|                                                                         | Dominique Jarreau Divers droite (577-Les Indépendants)                        | 191                       | 0,36                      |                          |                          |
|                                                                         | Marie-Françoise Paul Divers droite                                            | 1                         | 0,00                      |                          |                          |
| Source : Ministère de l'Intérieur - Première circonscription des Landes |                                                                               |                           |                           |                          |                          |

#### Deuxième circonscription
Député sortant : Jean-Pierre Dufau (Parti socialiste).
|                                                                         |                                                                        |                           |                           |                          |                          |
|                                                                         |                                                                        | Premier tour 11 juin 2017 | Premier tour 11 juin 2017 | Second tour 18 juin 2017 | Second tour 18 juin 2017 |
|                                                                         |                                                                        |                           |                           |                          |                          |
|                                                                         |                                                                        | Nombre                    | % des inscrits            | Nombre                   | % des inscrits           |
| Inscrits                                                                | Inscrits                                                               | 112 279                   | 100,00                    | 112 273                  | 100,00                   |
| Abstentions                                                             | Abstentions                                                            | 51 594                    | 45,95                     | 59 976                   | 53,42                    |
| Votants                                                                 | Votants                                                                | 60 685                    | 54,05                     | 52 297                   | 46,58                    |
|                                                                         |                                                                        |                           | % des votants             |                          | % des votants            |
| Bulletins blancs                                                        | Bulletins blancs                                                       | 1 080                     | 1,78                      | 3 434                    | 6,57                     |
| Bulletins nuls                                                          | Bulletins nuls                                                         | 447                       | 0,74                      | 1 710                    | 3,27                     |
| Suffrages exprimés                                                      | Suffrages exprimés                                                     | 59 158                    | 97,48                     | 47 153                   | 90,16                    |
|                                                                         |                                                                        |                           |                           |                          |                          |
| Candidat Étiquette politique (partis et alliances)                      | Candidat Étiquette politique (partis et alliances)                     | Voix                      | % des exprimés            | Voix                     | % des exprimés           |
|                                                                         |                                                                        |                           |                           |                          |                          |
|                                                                         | Lionel Causse La République en marche                                  | 25 414                    | 42,96                     | 29 682                   | 62,95                    |
|                                                                         | Caroline Dacharry La France insoumise                                  | 6 960                     | 11,77                     | 17 471                   | 37,05                    |
|                                                                         | Sylviane Pacot Les Républicains (Union des démocrates et indépendants) | 6 433                     | 10,87                     |                          |                          |
|                                                                         | Christine Basly-Lapègue Parti socialiste                               | 6 163                     | 10,42                     |                          |                          |
|                                                                         | Francis Garcia Front national                                          | 5 742                     | 9,71                      |                          |                          |
|                                                                         | Jean-Marc Lespade Parti communiste français                            | 3 881                     | 6,56                      |                          |                          |
|                                                                         | Marie-Ange Delavenne Europe Écologie Les Verts                         | 2 078                     | 3,51                      |                          |                          |
|                                                                         | Jean-Pierre Pourrut Debout la France                                   | 1 159                     | 1,96                      |                          |                          |
|                                                                         | Didier Tousis Divers gauche                                            | 514                       | 0,87                      |                          |                          |
|                                                                         | Éric Lavit Divers (Union populaire républicaine)                       | 420                       | 0,71                      |                          |                          |
|                                                                         | Pascal Castéra Lutte ouvrière                                          | 394                       | 0,67                      |                          |                          |
| Source : Ministère de l'Intérieur - Deuxième circonscription des Landes |                                                                        |                           |                           |                          |                          |

#### Troisième circonscription
Député sortant : siège vacant.
|                                                                          |                                                                             |                           |                           |                          |                          |
|                                                                          |                                                                             | Premier tour 11 juin 2017 | Premier tour 11 juin 2017 | Second tour 18 juin 2017 | Second tour 18 juin 2017 |
|                                                                          |                                                                             |                           |                           |                          |                          |
|                                                                          |                                                                             | Nombre                    | % des inscrits            | Nombre                   | % des inscrits           |
| Inscrits                                                                 | Inscrits                                                                    | 96 524                    | 100,00                    | 96 501                   | 100,00                   |
| Abstentions                                                              | Abstentions                                                                 | 40 788                    | 42,26                     | 45 135                   | 46,77                    |
| Votants                                                                  | Votants                                                                     | 55 736                    | 57,74                     | 51 366                   | 53,23                    |
|                                                                          |                                                                             |                           | % des votants             |                          | % des votants            |
| Bulletins blancs                                                         | Bulletins blancs                                                            | 1 300                     | 2,33                      | 3 303                    | 6,43                     |
| Bulletins nuls                                                           | Bulletins nuls                                                              | 611                       | 1,10                      | 1 834                    | 3,57                     |
| Suffrages exprimés                                                       | Suffrages exprimés                                                          | 53 825                    | 96,57                     | 46 229                   | 90,00                    |
|                                                                          |                                                                             |                           |                           |                          |                          |
| Candidat Étiquette politique (partis et alliances)                       | Candidat Étiquette politique (partis et alliances)                          | Voix                      | % des exprimés            | Voix                     | % des exprimés           |
|                                                                          |                                                                             |                           |                           |                          |                          |
|                                                                          | Jean-Pierre Steiner La République en marche                                 | 18 383                    | 34,15                     | 22 769                   | 49,25                    |
|                                                                          | Boris Vallaud Parti socialiste                                              | 13 636                    | 25,33                     | 23 460                   | 50,75                    |
|                                                                          | Philippe Dubourg La France insoumise                                        | 6 225                     | 11,57                     |                          |                          |
|                                                                          | Océane Ravix Front national                                                 | 5 518                     | 10,25                     |                          |                          |
|                                                                          | Marie-Claire Duprat Union des démocrates et indépendants (Les Républicains) | 3 662                     | 6,80                      |                          |                          |
|                                                                          | Michèle Berthou Parti communiste français                                   | 1 718                     | 3,19                      |                          |                          |
|                                                                          | Richard Bidegaray Europe Écologie Les Verts                                 | 1 119                     | 2,08                      |                          |                          |
|                                                                          | Nicole de Letter Debout la France                                           | 915                       | 1,70                      |                          |                          |
|                                                                          | Christelle Lassort Divers droite (Résistons)                                | 693                       | 1,29                      |                          |                          |
|                                                                          | Yann Brongniart Divers (La France en mouvement)                             | 653                       | 1,21                      |                          |                          |
|                                                                          | Marie Radosz Divers (Union populaire républicaine)                          | 629                       | 1,17                      |                          |                          |
|                                                                          | Laëtitia Hirsch Écologiste (Rassemblement éco-citoyen)                      | 378                       | 0,70                      |                          |                          |
|                                                                          | Nicolas Vion Lutte ouvrière                                                 | 296                       | 0,55                      |                          |                          |
| Source : Ministère de l'Intérieur - Troisième circonscription des Landes |                                                                             |                           |                           |                          |                          |